# Pietro Bordo di San Superano

Stemma del Principato di Acaia

Pietro Bordo di San Superano, o Pedro Bordo di San Superano (... – 1402), fu uno dei comandanti della Compagnia Navarrese in Morea dal 1379 fino al 1396, quando fu nominato principe di Acaia, titolo che tenne sino alla morte.

## Biografia
Dopo che ciò che rimaneva della prima Compagnia Navarrese si era spostato da Durazzo in Morea, verosimilmente nel 1378, parve che la Compagnia si fosse riorganizzata sotto tre capitani: Mahiot di Coquerel, Berardo di Varvassa e Pedro Bordo.
Nel 1381 Mahiot, il capo dei tre, fu innalzato alla posizione di balivo di Acaia dall'imperatore latino Giacomo del Balzo, mentre Pedro e Berardo divennero suoi capitani. Dopo la morte di Giacomo (1383), i suoi successori, Carlo III di Napoli ed il figlio di questi, Ladislao, non riuscivano a mantenere il controllo del principato di Acaia e la Compagnia Navarrese assunse il controllo della regione.
La Compagnia negoziò fra I pretendenti al principato e la Repubblica di Venezia. Mahiot morì nel 1386 e Pedro gli succedette come governatore de facto della Compagnia e della Morea. Il 26 luglio 1387 Pedro, con alle spalle sia il potere secolare che quello ecclesiastico in Grecia, confermò il trattato con Venezia cui fu ceduto il porto di Navarino.
Il 6 settembre di quell'anno Papa Urbano VI dichiarò che, siccome I successori di Giacomo del Balzo avevano rinunciato ai loro diritti a favour della Santa Sede, il principato apparteneva a quest'ultima e ne affidò il governo all'arcivescovo di Patrasso Paolo Foscari, che a sua volta nominò Pedro suo vicario generale. Pedro era in conflitto permanente con il Despotato di Morea, contro il quale egli usò persino i pirati dell'Impero ottomano, e contro il Ducato di Atene di Nerio I Acciaioli. Quest'ultimo fu catturato presso Vostitsa il 10 settembre 1389, mentre cercava di preparare un incontro con Pedro a proposito di Argo e di Nauplia. Per riacquistare la sua libertà, egli dovette fare delle concessioni all'alleato della Compagnia Navarrese, la Repubblica di Venezia.
Nel tardo in 1394 o all'inizio del 1395 il generale turco Evrenos Bey invase il despotato e si unì all'esercito di Pedro a Leontari in Laconia. Insieme i due assediarono e conquistarono il 28 febbraio la città di Akova. Dopo che Evrenos era tornato in Tessaglia, Pedro fu sconfitto e catturato dai greci con suo cognato, il gran connestabile Andronico Asen Zaccaria. A dicembre Venezia pagò 50000 Hyperpyron per il rilascio dei suoi due alleati.
All'inizio dell'anno successivo Pedro si accordò con Ladislao per riottenere il titolo di principe di Acaia in cambio di 3000 ducati, cosa che avvenne senza che Pedro saldasse mai completamente il suo debito.
In quell'anno Pedro cooperò con Venezia per fortificare nuovamente la Mura di Hexamilion ed a sistemare le dispute di confine su Modone e Corone. Dopo la battaglia di Nicopoli, il sultano ottomano Bayezid I volse il suo impegno a ridurre la rimanente presenza di stati cristiani in Grecia e ciò indusse Pedro ed il despota di Morea Teodoro I Paleologo ad allearsi contro il comune nemico.
Il senato veneziano si rifiutò di aiutare I bizantini. Nel 1399 Pedro sconfisse l'esercito turco d'invasione e ricevette da Papa Bonifacio IX il titolo di vicario e gonfaloniere papale (15 febbraio 1400) di Acaia. L'alleanza cristiana tuttavia non durò a lungo e Pedro saccheggiò Modone e Corone nel 1401.
L'anno successivo Pedro morì, lasciando l'Acaia al figlio bambino sotto la reggenza della madre Maria II Zaccaria che la trasferì al nipote Centurione II, il quale pagò subito il residuo debito a Ladislao e ricevette l'investitura di principe di Acaia.